# Septoria digitalis
Septoria digitalis Pass. – gatunek grzybów z klasy Dothideomycetes. Pasożyt roślin z rodzaju naparstnica (Digitalis). Grzyb mikroskopijny, endobiont rozwijający się w tkankach roślin.

## Systematyka i nazewnictwo
Pozycja w klasyfikacji według Index Fungorum: Septoria, Mycosphaerellaceae, Capnodiales, Dothideomycetidae, Dothideomycetes, Pezizomycotina, Ascomycota, Fungi.
Takson ten opisał Giovanni Passerini w 1879 r.

## Charakterystyka
Objawy na porażonych roślinach
Na obydwu stronach porażonych liści powstają okrągławe lub wielokątne plamy o średnicy do 5 mm. Początkowo są jasnobrązowe, potem brązowe z brązowofioletową obwódką.
Cechy mikroskopowe
W obrębie plam na górnej stronie liści tworzą się pyknidia o średnicy 40–140 μm. Powstają podskórnie, lub mniej lub bardziej zanurzone w warstwie miękiszu palisadowego. Na ich wewnętrznej ścianie na konidioforach powstają proste lub nieco wygięte, nitkowate konidia o wymiarach 12,5–58 × 1,2,2 μm bez przegród lub z 1–4 przegrodami.Wydostają się przez pojedynczą, otoczoną ciemniejszymi komórkami ostiolę o średnicy 20–60 μm.
Znane jest występowanie tego gatunku w niektórych krajach Europy (Belgia, Bułgaria, Czechy, Holandia, dawna Jugosławia, Polska, Portugalia, Rosja, Rumunia, Węgry, Włochy), Azji (Armenia, Chiny, Gruzja, Iran, Turcja), w Ameryce Północnej (Kanada i USA), oraz w Republice Południowej Afryki.